# Eucalyptus sparsifolia
Eucalyptus sparsifolia är en myrtenväxtart som beskrevs av William Faris Blakely. Eucalyptus sparsifolia ingår i släktet Eucalyptus och familjen myrtenväxter. Inga underarter finns listade i Catalogue of Life.